# Міжнародне митне право
Міжнародне митне право – це галузь міжнародного права, принципи, норми і стандарти якої створюються для сприяння досягненню індивідуальних та спільних інтересів учасників міжнародних митних відносин.

## Предмет правового регулювання міжнародного митного права
Предмет правового регулювання міжнародного митного права становлять міжнародні митні відносини.
Класифікація міжнародних митних відносин: 
- відносини міжнародного митного співробітництва;
- відносини з питань взаємної адміністративної допомоги в митних справах;
- відносини в конфліктних ситуаціях з питань митної справи.

Різні види міжнародних і внутрішньодержавних економічних, торговельних, фінансових транспортних, туристичних та інших зв’язків, пов’язаних із переміщенням товарів, транспортних засобів та інших предметів через митні кордони, становлять предмет правового впливу міжнародного митного права.

## Суб’єкти міжнародного митного права
Суб’єктами міжнародного митного права є учасники міжнародних митних правовідносин.
Суб’єктами міжнародного митного права можуть бути: держави; міжнародні міжурядові організації; міжнародні неурядові організації; нації й народи, що ведуть боротьбу за визначення власної державності; державоподібні утворення; митні союзи; економічні союзи; транснаціональні корпорації; окремі митні території тощо.

## Форми міжнародного митного права
Формами зовнішнього вираження принципів, норм і стандартів міжнародного митного права є: міжнародні договори (конвенції, угоди тощо); міжнародний звичай; акти, що приймаються Всесвітньої митної організацією та іншими міжнародними міжурядовими організаціями з питань митного регулювання (декларації, резолюції, рекомендації, регламенти тощо); підсумкові акти міжнародних конференцій; судові рішення та доктрини найбільш кваліфікованих фахівців з публічного права різних націй тощо.